# Wind & Wuthering
| Recensione | Giudizio |
| ---------- | -------- |
| AllMusic   |          |

Wind & Wuthering è l'ottavo album in studio del gruppo musicale britannico Genesis, pubblicato nel dicembre del 1976 dalla Charisma Records.

## Storia
Fu l'ultimo album inciso prima dell'abbandono del gruppo da parte del chitarrista Steve Hackett.
Il gruppo registrò l'album nei Relight Studios a Hilvarenbeek, nei Paesi Bassi, per beneficiare della de-fiscalizzazione applicabile all'epoca alle registrazioni effettuate all'estero. Come il precedente A Trick of the Tail, anche quest'album fu coprodotto dal gruppo insieme a David Hentschel.

## Titolo
Il titolo Wind & Wuthering deriva per metà dal nome di una composizione per chitarra di Hackett, The House of Four Winds, che confluì poi nella sezione centrale del brano Eleventh Earl of Mar, e per l'altra dal titolo del romanzo di Emily Brontë Wuthering Heights, la cui frase conclusiva «Unquiet slumbers for the sleepers in that quiet earth» a sua volta dà il titolo a due brani strumentali dell'album, collegati assieme.

## Brani
Il brano Your Own Special Way, scritto da Mike Rutherford, fu estratto come singolo e divenne il primo brano del gruppo a piazzarsi in classifica negli Stati Uniti d'America. Ad eccezione di questo brano e della celebre Afterglow che chiude l'album, divenuta in seguito uno stage number immancabile in tutti i concerti dei Genesis, il resto del disco presenta composizioni più complesse, sia armonicamente che per struttura, rispetto al precedente A Trick of the Tail.
Largo spazio è lasciato alla penna di Tony Banks che, oltre ad Afterglow, firma da solo altri due brani: la lunga One for the Vine e All in a Mouse's Night, oltre a figurare come coautore in quasi tutti gli altri. Il tastierista ha in seguito dichiarato la sua particolare predilezione per quest'album fra quelli incisi dal gruppo negli anni '70. Molto fiero del disco si dichiara anche Steve Hackett che qui con Phil Collins firma il brano Blood on the Rooftops, introdotto proprio dalla sua chitarra classica, e contribuisce alla stesura di altri tre pezzi. Il chitarrista considera questo disco il primo in cui si sia sentito, come autore, qualitativamente alla pari dei suoi prolifici colleghi Banks e Rutherford. Ciononostante proprio il poco spazio concesso, a suo giudizio, alle sue composizioni all'interno dei Genesis sarà fra le ragioni della sua uscita dal gruppo, l'anno seguente.

## Copertina
La copertina dell'album fu realizzata dal disegnatore Colin Elgie, che lo stesso anno aveva curato la confezione di A Trick of the Tail. Le immagini acquarellate con prevalenza di toni di grigio, piuttosto autunnali, collegate al titolo decorato anch'esso da foglie secche, riflettono bene ancora una volta l'atmosfera complessiva dell'album. Resterà questa, per lungo tempo, l'ultima copertina in stile nostalgico e vagamente antiquato nella produzione del gruppo, fino al 1991 (We Can't Dance).

## Tracce
Lato A
1. Eleventh Earl of Mar – 7:44 (Tony Banks, Steve Hackett, Mike Rutherford)
2. One for the Vine – 10:00 (Tony Banks)
3. Your Own Special Way – 6:18 (Mike Rutherford)
4. Wot Gorilla? (strumentale) – 3:21 (musica: Phil Collins, Tony Banks)

Lato B
1. All in a Mouse's Night – 6:40 (Tony Banks)
2. Blood on the Rooftops – 5:28 (Steve Hackett, Phil Collins)
3. 'Unquiet Slumbers for the Sleepers... (strumentale) – 2:20 (musica: Steve Hackett, Mike Rutherford)
4. ...In That Quiet Earth' (strumentale) – 4:54 (musica: Steve Hackett, Mike Rutherford, Tony Banks, Phil Collins)
5. Afterglow – 4:14 (Tony Banks)

## Formazione
- Phil Collins – voce, batteria, piatti, percussioni
- Steve Hackett – chitarra elettrica, chitarra nylon classica, chitarra a 12 corde, kalimba, autoharp
- Mike Rutherford – basso a 4, 6 e 8 corde, chitarra elettrica, chitarra acustica a 12 corde, bass pedal
- Tony Banks – Steinway grand piano, sintetizzatori ARP 2600 e Pro Soloist, organo Hammond, mellotron, sintetizzatore Roland String, Fender Rhodes, pianoforte

## Classifiche
| Classifica (1977) | Posizione massima |
| ----------------- | ----------------- |
| Canada            | 31                |
| Germania          | 19                |
| Italia            | 7                 |
| Norvegia          | 12                |
| Nuova Zelanda     | 18                |
| Paesi Bassi       | 15                |
| Regno Unito       | 7                 |
| Stati Uniti       | 26                |
| Svezia            | 21                |
| Svizzera          | 7                 |